# Zoila perlae
Zoila perlae is een slakkensoort uit de familie van de Cypraeidae. De wetenschappelijke naam van de soort is voor het eerst geldig gepubliceerd in 1975 door Lopez & Chiang.